# ガブリエルの定理
数学において，ピエール・ガブリエル (Pierre Gabriel) によって証明されたガブリエルの定理（英: Gabriel's theorem）は，箙をディンキン図形のことばで分類する．

## 主張
箙が有限型とは，直既約表現の同型類を有限個しかもたないことをいう．Gabriel (1972) は有限型のすべての箙を分類し，またそれらの直既約表現も分類した．正確には，ガブリエルの定理は以下の主張である：
1. 連結な箙が有限型であることと，その underlying graph（すなわち箙の矢印の向きを忘れたグラフ）がADE（英語版）型のディンキン図形 An, Dn, E6, E7, E8 のいずれかであることは同値である．
2. このとき，直既約表現は次元ベクトルによりディンキン図形のルート系の正ルートと一対一に対応する．

表現の係数体は何でもよく，特に有限体上でも成り立つ．
Dlab & Ringel (1973) は有限次元半単純リー環のすべてのディンキン図形が現れるガブリエルの定理の一般化を発見した．